# Fredrik Hammar
Fredrik Carl Michael Hammar (26 febbraio 2001) è un calciatore svedese, centrocampista del Malines.

## Carriera

### Club
Hammar ha iniziato la sua carriera calcistica con il Brommapojkarna, dove ha debuttato il 23 settembre 2017 nell'incontro di Superettan vinto 3-1 contro l'Åtvidaberg. Nell'agosto del 2018 ha firmato un contratto di 18 mesi con l'Akropolis in Division 1.
Il 29 gennaio 2019 si è trasferito in Inghilterra al Brentford, con cui ha sottoscritto un contratto di un anno e mezzo più opzione per un ulteriore anno. Utilizzato principalmente nella formazione B, ha debuttato in prima squadra il 4 gennaio 2020 nei minuti finali dell'incontro di FA Cup vinto 1-0 contro lo Stoke City. Al termine della stagione è stata esercitata l'opzione presente sul contratto, ma dopo soli sei mesi, nel gennaio 2021, ha fatto ritorno all'Akropolis a titolo definitivo. Con i biancoblù, che nel frattempo erano stati promossi in seconda serie, ha collezionato 25 presenze nella Superettan 2021, di cui 16 da titolare. La stagione si è conclusa con la retrocessione del club in terza serie, campionato che però l'Akropolis non ha disputato a causa di problemi economici.
In questo contesto, nel gennaio 2022 Hammar è stato acquistato dall'Hammarby, che quell'anno lo ha impiegato principalmente nell'Hammarby TFF, la squadra riserve militante in terza serie, dove ha segnato 7 gol in 26 partite. Ha anche esordito in Allsvenskan l'11 luglio, subentrando nei minuti finali della vittoria per 3-0 contro l'IFK Göteborg, al posto di Gustav Ludwigson.
Nel 2023 è entrato stabilmente nella prima squadra, totalizzando 22 presenze in Allsvenskan, di cui 18 da titolare. L'anno successivo ha collezionato 15 presenze da titolare in campionato e 10 da subentrante.
Il 7 gennaio 2025, prima dell'inizio della stagione svedese di quell'anno, Hammar è stato acquistato dai belgi del Malines con un contratto fino al giugno 2028.

### Nazionale
Ha giocato con la nazionale svedese Under-17 e Under-19.

## Statistiche

### Presenze e reti nei club
Statistiche aggiornate al 10 aprile 2024.
| Stagione        | Squadra         | Campionato      | Campionato | Campionato | Coppe nazionali | Coppe nazionali | Coppe nazionali | Coppe continentali | Coppe continentali | Coppe continentali | Altre coppe | Altre coppe | Altre coppe | Totale | Totale | Totale |
| Stagione        | Squadra         | Comp            | Pres       | Reti       | Comp            | Pres            | Reti            | Comp               | Pres               | Reti               | Comp        | Pres        | Reti        | Pres   | Reti   |        |
| --------------- | --------------- | --------------- | ---------- | ---------- | --------------- | --------------- | --------------- | ------------------ | ------------------ | ------------------ | ----------- | ----------- | ----------- | ------ | ------ | ------ |
| 2017            | Brommapojkarna  | S1              | 1          | 0          | CS              | 0               | 0               |                    | -                  | -                  |             | -           | -           | 1      | 0      |        |
| 2018            | Akropolis       | D1              | 12         | 4          | CS              | 1               | 0               |                    | -                  | -                  |             | -           | -           | 13     | 4      |        |
| 2019-2020       | Brentford       | FLC             | 0          | 0          | FACup+CdL       | 1+0             | 0               |                    | -                  | -                  |             | -           | -           | 1      | 0      |        |
| 2020-gen. 2021  | Brentford       | FLC             | 0          | 0          | FACup+CdL       | 0               | 0               |                    | -                  | -                  |             | -           | -           | 0      | 0      |        |
| 2021            | Akropolis       | S1              | 25+1       | 0          | CS+CS           | 3+1             | 0               |                    | -                  | -                  |             | -           | -           | 30     | 0      |        |
| 2022            | Hammarby TFF    | E               | 26         | 7          |                 | -               | -               |                    | -                  | -                  |             | -           | -           | 26     | 7      |        |
| 2022            | Hammarby        | A               | 1          | 0          | CS              | 1               | 0               |                    | -                  | -                  |             | -           | -           | 2      | 0      |        |
| 2023            | Hammarby        | A               | 22         | 1          | CS+CS           | 4+1             | 0               | UECL               | 2                  | 0                  |             | -           | -           | 29     | 1      |        |
| 2024            | Hammarby        | A               | 2          | 0          | CS+CS           | 2+0             | 0               |                    | -                  | -                  |             | -           | -           | 4      | 0      |        |
| Totale carriera | Totale carriera | Totale carriera | 89         | 12         |                 | 14              | 0               |                    | 2                  | 0                  |             | -           | -           | 105    | 12     |        |

## Palmarès

### Club

#### Competizioni nazionali
- Superettan: 1

Brommapojkarna: 2017